# Birken-Honigsessen
Birken-Honigsessen är en kommun och ort i Landkreis Altenkirchen i förbundslandet Rheinland-Pfalz i Tyskland.
Kommunen ingår i kommunalförbundet Verbandsgemeinde Wissen tillsammans med ytterligare fyra kommuner.